# Ivica Pajer
Ivica Pajer, talvolta accreditato come Ivo Payer (Uljanik, 9 settembre 1934 – Gornja Jelenska, 17 agosto 2006), è stato un attore croato.

## Biografia
È noto per aver interpretato David nel film del 1960 David e Golia con Orson Welles. Pajer ha avuto anche uno dei ruoli principali in La strada lunga un anno, un film candidato all'Oscar del 1958 diretto da Giuseppe De Santis.

## Filmografia parziale

### Cinema
- La strada lunga un anno, regia di Giuseppe De Santis (1958)
- Le notti dei teddy boys, regia di Leopoldo Savona (1959)
- David e Golia, regia di Ferdinando Baldi e Richard Pottier (1960)
- Giulio Cesare, il conquistatore delle Gallie, regia di Tanio Boccia (1962)
- Il tesoro della foresta pietrificata, regia di Emimmo Salvi (1965)
- Little Mother, regia di Radley Metzger (1973)
- Anno Domini (Seljacka buna 1573), regia di Vatroslav Mimica (1975)
- Vizi privati, pubbliche virtù, regia di Miklós Jancsó (1976)
- La croce di ferro (Cross of Iron), regia di Sam Peckinpah (1977)
- La scelta di Sophie (Sophie's Choice), regia di Alan J. Pakula (1982)
- Sedma kronika, regia di Bruno Gamulin (1996)

### Televisione
- Odissea (1968) – serie TV
- Anno domini 1573 (1979) – serie TV
- Il generale (1987) – serie TV